# Chlorthiophos
Chlorthiophos ist ein veraltetes Pflanzenschutzmittel aus der Gruppe der Thiophosphorsäureester, welches um 1970 von C. H. Boehringer Sohn/Cela GmbH als Insektizid eingeführt wurde.

## Gewinnung und Darstellung
Bei der Herstellung entsteht eine Reaktionsmasse bestehend aus mehreren isomeren Verbindungen, Hauptbestandteil ist O-(2,5-Dichlor-4-(methylthio)phenyl)-O,O-diethylthiophosphat.

### Isomere
Das Gemisch von verschiedenen Strukturisomeren hat unterschiedliche Substitutionsmuster am aromatischen Ring:
- O-(2,5-Dichlor-4-(methylthio)phenyl)-O,O-diethylthiophosphat (ca. 73 %)
- O-(4,5-Dichlor-2-(methylthio)phenyl)-O,O-diethylthiophosphat (ca. 13 %)
- O-(2,4-Dichlor-5-(methylthio)phenyl)-O,O-diethylthiophosphat (ca. 14 %)

## Zulassung
Die Weltgesundheitsorganisation stuft Chlorthiophos seit 2009 als aufgegebenen Pestizid-Wirkstoff ein.
In den Staaten der EU und in der Schweiz sind keine Pflanzenschutzmittel mit diesem Wirkstoff zugelassen.